# Assortiment

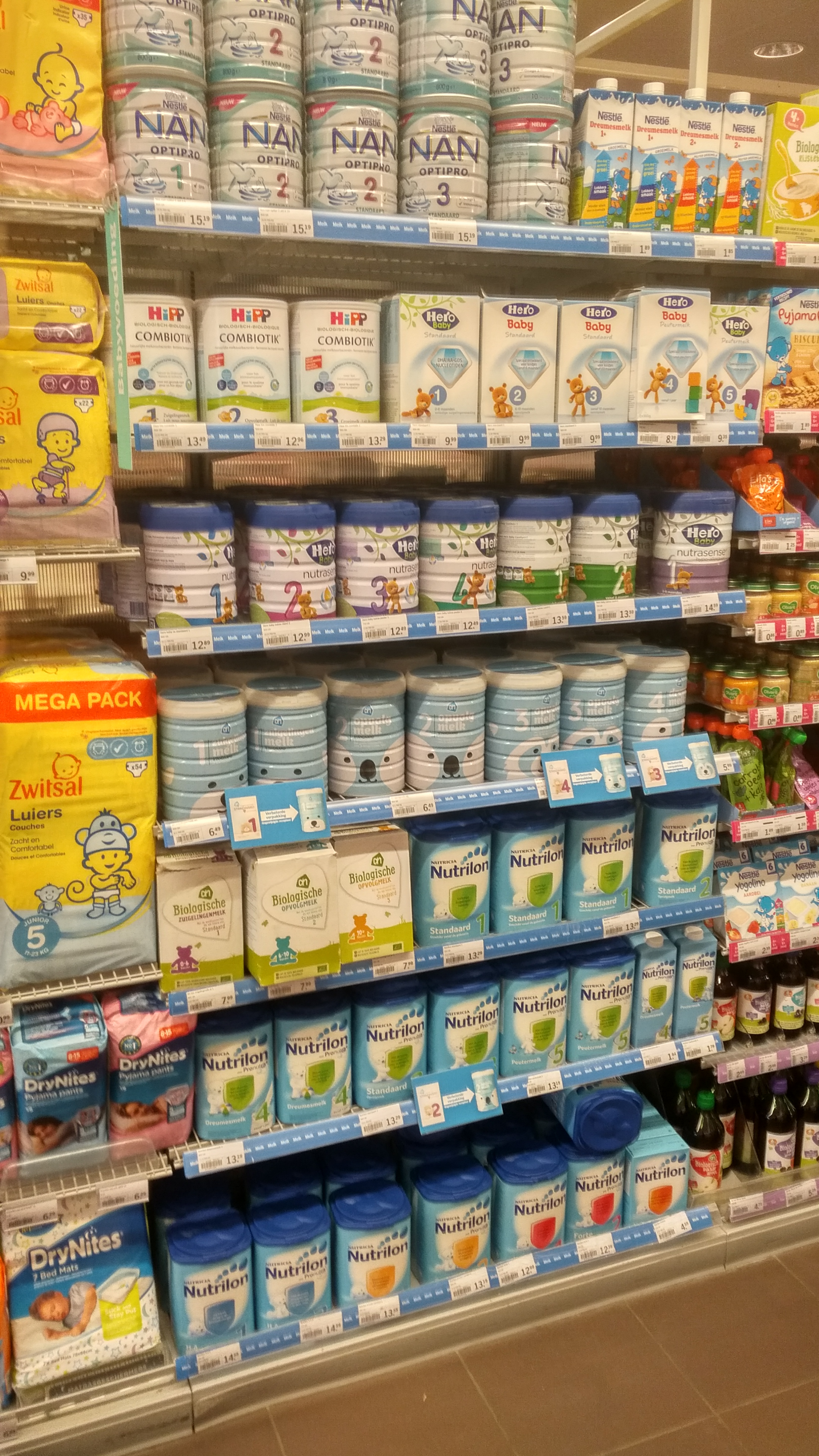
Assortiment de laits pour bébé dans un magasin Albert Heijn à Winschoten (Pays-Bas) en 2018.

L’assortissement, ou assortiment, est la liste de tous les produits proposés à la vente à un moment donné par un point de vente à sa clientèle. 
Cette liste résulte d'une décision positive de référencement prise produit par produit par le gestionnaire de la famille de produit, du rayon ou du linéaire concerné.
Cette décision résulte de la prise en compte par le décideur de deux impératifs :
- répondre aux besoins d'achat des clients de la zone de chalandise ;
- constituer une offre pertinente vis-à-vis des produits/services offerts par les points de vente concurrents.

## Dimensions de l'assortiment
Selon P. Le Borgne, le dimensionnement de l'assortiment se mesure en fonction des trois axes suivants :

### Ampleur
L'ampleur est le nombre total de référence : 
- l'assortiment est dit ample lorsqu’il y a beaucoup de références ;
- l'assortiment est dit restreint lorsqu'il n’y a pas beaucoup de références.

### Largeur
La largeur mesure le nombre de familles proposées pour chaque groupe de produits :
- l'assortiment est dit large quand le nombre de familles est élevé ;
- l'assortiment est dit étroit si le nombre de familles est réduit.

### Profondeur
La profondeur mesure le nombre de références offertes par famille de produits :
- l'assortiment est dit profond si le nombre de références est important ;
- l'assortiment est dit superficiel si le nombre de références est faible.

À ces trois axes, on peut aussi rajouter l'axe dit de "hauteur", qui caractérise le niveau de prix offert avec quatre valeurs caractéristiques : 
- le prix le plus bas ;
- le prix moyen ou prix moyen de l'offre (PMO), qui correspond à la somme des prix proposés divisé par le nombre de références ;
- le prix moyen de la demande (PMD), qui correspond au chiffre d'affaires divisé par le nombre d'unités vendues ;
- le prix le plus élevé.

### Les types d'assortiments en grande distribution
En grande distribution, on peut compter jusqu'à cinq types d'assortiments : 
- L'assortiment large, qui offre une variété étendue de catégories de produits. Les hypermarchés ont généralement un assortiment large, puisqu'ils proposent de l'alimentation, aux vêtements, en passant par la papeterie.
- L'assortiment profond, qui propose de nombreux choix dans une catégorie de produits spécifique.
- L'assortiment limité, qui propose un nombre restreint de produits. Il s'agit le plus souvent de l'assortiment des proxis (magasins de proximité, ou épicerie.
- L'assortiment étendu, qui combine à la fois l'assortiment large et profond. En d'autres termes, il propose une offre étendue à de nombreuses catégories de produit et une grande variété d'offre au sein de chaque catégorie.  Il s'agit de l'assortiment de la plupart des supermarchés et hypermarchés français.
- L'assortiment saisonnier, qui propose des produits en fonction de la saison ou d'événements spécifiques. Un exemple est le rayon plage à la venue de l'été ou les décorations d'Halloween aux mois de septembre et octobre.

## Constitution d'un assortiment

### Méthodologie
L'assortiment est construit sur les bases d'une étude de marché couplée à une intégration de données sorties caisses. 
Les études de marché sont fournies par des panélistes (instituts de sondage) qui agrègent les sorties caisses de l'ensemble des enseignes et permettent ainsi la mise à disposition d'un comparatif de structure d'assortiment. 
Les sorties caisses sont, elles, compilées à l'aide d'une base de données (datawarehouse).
Le croisement de ces deux informations permet d'analyser la pertinence d'une offre (assortiment actuel) ainsi que sa performance relative.
La révision d'assortiment est un exercice au mieux mensuel et dans la plupart des cas saisonnier.

### Objectifs de l'assortiment
Compte tenu des analyses et des arbitrages rendus, l'objectif visé peut consister en la mise en place d'un :
- assortiment de base : soit l'assortiment minimum qui comprend les produits les plus demandés, correspondant aux besoins primaires du client-consommateur ;
- assortiment optimum : soit un assortiment plus étendu que l'assortiment de base, parce que conçu pour satisfaire plus de 80 % des besoins des clients-consommateurs ;
- assortiment optimum personnalisé : soit un assortiment optimum mais fortement adapté aux spécificités du contexte local (politique commerciale et zone de chalandise du lieu de vente).

### Paramètres et niveaux de choix pour la structuration d'un assortiment
- le Groupe de produit dans les magasins
- les Familles de produits, chaque assortiment comprend plusieurs familles de produits <yaourt nature, yaourt aux fruits>
- le Produit qui se subdivise le cas échéant en informations plus détaillées :
  - le nom qui individualise l'état du bien <produits alimentaires>
  - les modèles, qui distinguent le produit par matière, par coupon ou par dessin
  - la série ou la référence, c'est l'unité de commande d'un bien donné
  - la pièce ou l'article, l'unité de vente d'une série particulière

## Décision finale de l'assortiment
Le choix définitif des produits et des fournisseurs est fait en fonction des prix pratiqués, des conditions de livraison et de règlement.
Il s'agit d'établir le plan d'assortiment qui va décrire finement la description :
- des gammes de produits que l'on va proposer à la clientèle ;
- de manière permanente (assortiment permanent) ou pendant une période donnée (assortiment saisonnier, par exemple: Rentrée des Classes, Noël, départ en vacances, Saison du Blanc, etc).

C'est dire également que le plan d'assortiment peut varier en volume et dans le temps en fonction : 
- de la surface de vente disponible ;
- de la politique commerciale du magasin et de l'enseigne ;
- du mode d'approvisionnement et de l'organisation pratique du Point de vente.

Plus la gamme est profonde, plus nous avons affaire à un magasin spécialiste.
Plus la gamme est large, plus nous avons affaire à un généraliste.
Plus le prix moyen est bas, plus nous avons affaire à un point de vente discount, plus le prix moyen est élevé plus le magasin est positionné haut de gamme.

## Implantation de l'assortiment

### Flux et sens de circulation
Selon la disposition des points prévus pour l'entrée et la sortie des clients, et selon la disposition des allées de circulation, le trajet moyen du client fréquentant le point de vente peut être établi et constaté (étude du flux et du sens de circulation). 
Ce trajet crée dans la surface de vente des zones chaudes (très fréquentées) et des zones froides (moins fréquentées).
Une zone chaude présente une forte fréquentation, du fait :
- des itinéraires habituels suivis par les clients ;
- de la présence de produit du panier type.

Lorsqu'on souhaite mettre en avant des produits correspondant à un achat impulsif, on les place souvent en zone chaude. 
Une zone froide présente une faible fréquentation, du fait :
- de l'éloignement de la zone par rapport aux itinéraires habituels suivis par les clients ;
- de la présence de produit qui ne sont pas dans le panier type.

Elle se situe en général au fond et à droite de la plupart des grandes et moyennes surfaces.
En général les zones chaudes sont éloignées de l'entrée afin d'obliger le consommateur à traverser les zones froides et revaloriser ainsi ces zones moins fréquentées, les clients étant attirés par les produits d'appel situés en zone chaude.

### Planogramme
Un planogramme est la représentation de l'implantation prévue des produits en linéaire. Il est représentatif des dimensions physiques (hauteur, longueur, profondeur) des mobiliers sur lesquels les produits sont présentés aux clients.
Un logiciel-outil d'aide à l'implantation est en général à disposition des décideurs pour leur fournir, via une base de données, une ou des propositions pour optimiser l'implantation de l'assortiment (espace, accroche, vente…) en linéaire. Dans la base sont stockées les informations de dimensions, poids et images. L'objectif est de maximiser les profits d'un magasin et de rentabiliser l'espace tout en permettant à un magasin de joindre l'utile (pour le magasin) à l'agréable (pour le client).

### Coefficient d'occupation aux sols (COS)
Le COS (soit le rapport entre la surface au sol des linéaires et la surface de vente totale) est un indicateur permettant de mesurer (en surface de libre-service) l'allocation faite de la surface de vente entre :
- les linéaires qui présentent les produits ;
- et les espaces de circulation client.

En hypermarchés, le COS est généralement proche d'une valeur comprise entre 0,30 et 0,40. 
Plus le COS est bas, plus on réserve de l'espace pour la circulation des consommateurs.
Plus le coefficient s'approchera de 1, moins le client aura de place pour circuler.